# Montevallo (album)
Montevallo è il primo album in studio del cantante di musica country statunitense Sam Hunt, pubblicato il 27 ottobre 2014 da MCA Nashville.

## Tracce
1. Take Your Time – 4:02
2. Leave the Night On – 3:12
3. House Party – 3:10
4. Break Up in a Small Town – 3:49
5. Single for the Summer – 5:10
6. Ex to See – 3:18
7. Make You Miss Me – 3:45
8. Cop Car – 4:13
9. Raised on It – 3:55
10. Speakers – 3:46